# Ahmed El-Sayed (judoka)
Ahmed El-Sayed (arab. أحمد السيد; ur. 12 lipca 1971) – egipski judoka. Olimpijczyk z Barcelony 1992, gdzie zajął 23. miejsce w wadze ekstralekkiej.
Startował w Pucharze Świata w 1996. Wygrał igrzyska afrykańskie w 1991 i trzeci w 1995 roku. 

## Letnie Igrzyska Olimpijskie 1992
| Konkurencja | Eliminacje             | Eliminacje            | Klas. końcowa |
| Konkurencja | Przeciwnik I           | Przeciwnik II         | Miejsce       |
| ----------- | ---------------------- | --------------------- | ------------- |
| 60 kg       | Narender Singh (IND) Z | Chen Cailiang (CHN) P | 23.           |